# Megastethodon geniculatus
Megastethodon geniculatus är en insektsart som först beskrevs av Jacobi 1905.  Megastethodon geniculatus ingår i släktet Megastethodon och familjen spottstritar. Inga underarter finns listade i Catalogue of Life.